# Liljeholmen, Boxholm
Liljeholmen är en herrgård i Blåviks socken, Boxholms kommun, Östergötlands län. Den ligger på en udde i Sommen.

## Historik
Liljeholmens säteri är beläget vid sjön Sommen i Torpa socken, Ydre härad. Säteriet hette tidigare Ringshult och nämns för första gången 1280 som Rinxhult. Lagman Bengt Magnusson lämnade 1280 över detta "konungens och häradets hemman" till lagmannen Nils Sigridsson.
Nils Sigridsson var stamfader för släkten Natt och Dag som ägde gården till 1563 då riddaren Erik Månsson avled och hans änka Margareta Grip tog över.[källa behövs]
På 1300-talet ägdes gården av Bo Bosson. Mot slutet av 1300-talet och början av 1400-talet finns flera brev som utfärdats av biskop Knut Bosson (Natt och Dag) i Linköpings stift. Under 1600-talet köptes Ringshult av överstelöjtnanten Krister Lillie, vilken gav egendomen sitt nuvarande namn Liljeholmen. På gården fanns en källare som ännu idag kallas Lillies källare. Efter Lillie ägdes gården av brorsonen kammarherren Krisman Lillie och 1683 av Margareta Drake. Därefter såldes gården till majoren Gabriel Gyllenståhl och hans första fru Maria född Fahnehielm. De lämnade gården som arv till dottern Maria Sofia Gyllenståhl och hennes man kommendörkapten Erik Ahlfort. Maria Fahnehielm avled på gården som änka 1753. Efter hennes död ägdes gården av sonen amiralitetskaptenen Gabriel Ahlfort, år 1825 av löjtnanten C. Fr. W. Boiursie som var gift med J. C. Ahlfort. År 1852 ägdes den av fältkameraren S. J. Bergman och hasn fru Ahlfort. och år 1872 av Matilda Bergman.

## Byggnader
Dagens huvudbyggnad av timmer är dock byggd vid 1600-talets mitt och ombyggd på 1700- och 1800-talen. Liljeholmen blev byggnadsminne 1975. Liljeholmen har fått sitt namn efter Christer Lillie som tog över gården 1650. Gården tillhörde Torpa socken ända fram till slutet av 1800-talet då den gick över till den nybildade Blåviks socken.

## Ägare längd
| Ägare      | Namn                         | Levnadstid |
| ---------- | ---------------------------- | ---------- |
| 1280–1563  | Natt och Dag                 |            |
|            | Bo Bosson (Natt och Dag)     |            |
| 1563–1586  | Margareta Grip               | 1538–1586  |
| efter 1632 | Herman Wrangel               | 1584–1643  |
| –1650      | Peder Lillie                 | –1686      |
| 1650-1673  | Christer Lillie              | 1625–1673  |
| ?          | Chrisman Lillie              | 1652–1682  |
| 1673–1688  | Margarethe Lillie (f. Drake) | –e.1689    |
| 1688–1705  | Gabriel Gyllenståhl          | 1640-1705  |
| 1705-      | Erik Ahlfort                 | 1660-1730  |
| 1730-1753  | Maria Sofia Gyllenståhl      | 1683-1753  |
| 1753-1780  | Gabriel Ahlfort              | 1703-1780  |
| 1780-1800  | Erik Anders Ahlfort          | 1739-1800  |
| 1800-1804  | Ingrid Elisabet Buss         | 1764-1841  |
| 1825-      | Fredrik Otto Wilhelm Bursie  | 1760-1835  |
|            | J. C. Ahlfort                |            |
|            | Lars Vilh. Esbjörn Pontin    |            |
| 1907-1973  | Boxholms AB                  |            |